# Покрајина Оријенте
Оријенте (исток на шпанском) је била једна од шест покрајина Кубе које су реорганизоване 1976. године. До 1905. године ова покрајина се звала Сантијаго де Куба. Име Оријенте се и даље користи када се мисли на источне дијелове земље. Главни град покрајине је био Сантијаго де Куба.
Покрајина је подијељена на неколико мањих 1976. године, када је ступио на снагу закон 1304 из 3. јула 1976.
Простор некадашње покрајине Оријенте је данас подијељен на 5 покрајина:
- Лас Тунас
- Гранма
- Олгин
- Сантијаго де Куба
- Гвантанамо